# Nekrolog 2. Quartal 1949
Nekrolog
◄◄
| ◄
| 1945
| 1946
| 1947
| 1948
| 1949 | 1950 | 1951 | 1952 | 1953 | ► | ►►
1. Quartal |
2. Quartal |
3. Quartal |
4. Quartal 1949
Weitere Ereignisse | Allgemeiner Nekrolog 1949
Die Beschreibung der verstorbenen Person sollte so kurz wie möglich gehalten sein und nur deren signifikante Tätigkeit(en) enthalten.
Neue Namen ggf. auch unter dem Geburts- und Sterbedatum, also etwa unter 1. Januar und im Geburts- und Sterbejahr (2024) eintragen (nur bei entsprechender großer Wichtigkeit). Für Beispiele siehe die schon vorhandenen Artikel.
Außerdem über die fünf zuletzt Verstorbenen, zu denen es einen ausreichend guten Artikel für eine Präsentation auf der Hauptseite gibt, nach der todesbedingten Überarbeitung der Artikel ggf. auch unter Wikipedia Diskussion:Hauptseite informieren und sie am besten auch in den anderen Wikipedia-Sprachversionen eintragen. Tipp: Regelmäßig bei news.google.de nach „ist tot“, „gestorben“ oder „verstorben“ suchen.
Wenn eine Person gestorben ist, gibt es viele Seiten zu dieser Person in der Wikipedia, die davon auch betroffen sind und entsprechend aktualisiert werden müssen. Beispiele: Namenübersichtsseite, Geburtsjahr, Geburtsort-Seiten und viele mehr.
Wie finde ich die betroffenen Seiten?
Im Suchfeld auf der linken Seite gibt man den Suchbegriff so ein: „Vorname Nachname“. Dann klickt man auf Volltext und alle Seiten mit entsprechendem Suchtext werden aufgerufen. Hier sieht man dann schnell, wo auch das Todesjahr Sinn macht oder sogar ein Teil des Artikels angepasst werden muss. Auch hilft das „Werkzeug“ auf der linken Seite sehr gut, um solche Seiten aufzufinden: „Links auf diese Seite“. Somit ist die Wikipedia wieder aktuell in allen Bereichen! Hinweis: bei Eintragung der Kategorie „Gestorben JAHR“ wird der Missbrauchsfilter 49 ausgelöst, was jedoch nicht schlimm ist. Siehe: Spezial:Missbrauchsfilter/49
Dies ist eine Liste von im zweiten Quartal 1949 verstorbenen bekannten Persönlichkeiten. Die Einträge erfolgen innerhalb der einzelnen Daten alphabetisch sortiert. Tiere sind im Nekrolog für Tiere zu finden.

## April
| Tag       | Name                                   | Beruf, bekannt als                                                                                                | Alter | Beleg |
| --------- | -------------------------------------- | --- | ----- | ----- |
| 1. April  | Jenny Eakin Delony                     | US-amerikanische Malerin und Pädagogin                                                                            | 82    |       |
| 1. April  | Christian Kock                         | deutscher Lehrer und Heimatforscher                                                                               | 81    |       |
| 1. April  | Alwin Reinke                           | deutscher Rechtsanwalt, Lokalpolitiker und Schriftsteller                                                         | 71    |       |
| 1. April  | Josef Simon                            | deutscher Gewerkschafter und Politiker (SPD, USPD), MdR                                                           | 83    |       |
| 2. April  | Johann Boeriu von Polichna             | österreichischer Offizier (General der Infanterie), Lehrer, Generaladjutant und Vorstand der Militärakademie      | 89    |       |
| 2. April  | Carlo Galetti                          | italienischer Radrennfahrer                                                                                       | 66    |       |
| 2. April  | Otto Hennke                            | deutscher Politiker (DDP)                                                                                         | 66    |       |
| 2. April  | Hermann Luckenbach                     | deutscher Altphilologe und Gymnasiallehrer                                                                        | 92    |       |
| 2. April  | Fritz Müller-Rehrmann                  | deutscher Komponist                                                                                               | 59    |       |
| 2. April  | Sigfrid Öberg                          | schwedischer Eishockeyspieler                                                                                     | 42    |       |
| 2. April  | Richard Ohlrogge                       | deutscher Nautiker und Unternehmer                                                                                | 82    |       |
| 2. April  | Francesco Pasinetti                    | italienischer Drehbuchautor und Kurzfilmregisseur                                                                 | 37    |       |
| 3. April  | Georg Biermann                         | deutscher Kunsthistoriker und Verleger                                                                            | 68    |       |
| 3. April  | Augustus Daniel Imms                   | britischer Entomologe                                                                                             | 68    |       |
| 4. April  | Lucas Bridges                          | argentinischer Ethnograph und Schriftsteller                                                                      | 74    |       |
| 4. April  | Karl Fredenhagen                       | deutscher Physikochemiker                                                                                         | 71    |       |
| 4. April  | William Threlfall                      | deutscher Mathematiker und Hochschullehrer                                                                        | 60    |       |
| 5. April  | Leo Erdody                             | US-amerikanischer Filmkomponist, Liedtexter, Autor, Dirigent und Violinist                                        | 60    |       |
| 5. April  | Eduard Grüneisen                       | deutscher Physiker                                                                                                | 71    |       |
| 5. April  | Ernst Lommatzsch                       | deutscher Klassischer Philologe                                                                                   | 77    |       |
| 5. April  | John Russell Scott                     | britischer Verleger                                                                                               | 69    |       |
| 5. April  | Erich Zeigner                          | deutscher Jurist und Politiker (SPD, SED), MdV                                                                    | 63    |       |
| 6. April  | Seymour Hicks                          | britischer Theater- und Filmschauspieler, Schriftsteller, Drehbuchautor und Regisseur                             | 78    |       |
| 6. April  | Gustav Kiepenheuer                     | deutscher Verleger                                                                                                | 68    |       |
| 6. April  | Peter Mathæussen                       | grönländischer Katechet und Landesrat                                                                             | 57    |       |
| 6. April  | Hanns Oberlindober                     | deutscher Politiker (NSDAP), MdR                                                                                  | 53    |       |
| 6. April  | Andrew Lawrence Somers                 | US-amerikanischer Politiker                                                                                       | 54    |       |
| 7. April  | Edmund Bolten                          | Architekt | 66    |       |
| 7. April  | Ignatz Waghalter                       | polnisch-deutscher Komponist und Dirigent                                                                         | 68    |       |
| 8. April  | Wilhelm Adam                           | deutscher Offizier, Generaloberst                                                                                 | 71    |       |
| 8. April  | Carl August Brückner                   | Begründer des Reformiert-Apostolischen Gemeindebundes                                                             | 77    |       |
| 8. April  | Hans Kestranek                         | österreichischer Maler, Architekt und Philosoph                                                                   | 76    |       |
| 8. April  | Leo Samberger                          | deutscher Maler                                                                                                   | 87    |       |
| 8. April  | Aga vom Hagen                          | deutsche Malerin, Autorin und Kunstmäzenin                                                                        | 77    |       |
| 8. April  | James Wolfenden                        | US-amerikanischer Politiker                                                                                       | 59    |       |
| 9. April  | Luigi Amantea                          | italienischer General und Senator                                                                                 | 79    |       |
| 9. April  | József Fabinyi                         | ungarischer Schwimmer                                                                                             | 62    |       |
| 9. April  | Hugo Jonsson                           | finnischer Schwimmer                                                                                              | 65    |       |
| 9. April  | Paul Leroy                             | französischer Bogenschütze                                                                                        | 65    |       |
| 10. April | Jara Beneš                             | tschechischer Komponist                                                                                           | 51    |       |
| 10. April | Wilhelm Bösing                         | deutscher Politiker (NSDAP), MdR                                                                                  | 46    |       |
| 10. April | James M. Fitzpatrick                   | US-amerikanischer Politiker                                                                                       | 79    |       |
| 10. April | Karl Groß                              | deutscher Politiker (FDP), MdL Rheinland-Pfalz                                                                    | 65    |       |
| 10. April | Adolf Wallenberg                       | deutscher Internist und Neurologe                                                                                 | 86    |       |
| 11. April | Dietrich Bischoff                      | deutscher Anglist, Historiker und Hochschullehrer                                                                 | 41    |       |
| 11. April | Otto Eger                              | deutscher Rechtswissenschaftler                                                                                   | 71    |       |
| 11. April | Herbie Haymer                          | US-amerikanischer Jazz-Tenorsaxophonist                                                                           | 33    |       |
| 11. April | Emil Kirschmann                        | deutscher Politiker (SPD), MdR                                                                                    | 60    |       |
| 11. April | Chase Osborn                           | Gouverneur von Michigan                                                                                           | 89    |       |
| 12. April | Fred Heller                            | österreichischer Journalist, Kritiker und Schriftsteller                                                          | 59    |       |
| 12. April | Erwin von Helmersen                    | deutscher Arzt im KZ Auschwitz-Birkenau                                                                           | 34    |       |
| 12. April | Conrad von Kienitz                     | deutscher Reichsgerichtsrat                                                                                       | 83    |       |
| 12. April | Hans Lagger                            | österreichischer Politiker (SdP, SPÖ), Abgeordneter zum Nationalrat                                               | 66    |       |
| 12. April | Max Leuteritz                          | deutscher Politiker (SPD), MdHB und Präsident der Hamburgischen Bürgerschaft                                      | 64    |       |
| 12. April | Virginia Vera                          | argentinische Sängerin, Gitarristin, Komponistin und Schauspielerin                                               | 50    |       |
| 13. April | Jacob Becker                           | deutscher Mediziner und Politiker, MdR                                                                            | 84    |       |
| 13. April | Marie-Louise Berneri                   | italienische Anarchistin                                                                                          | 31    |       |
| 13. April | Rudolf Feyler                          | deutschbaltischer Maler und Dekorateur in Riga                                                                    | 78    |       |
| 13. April | Albert Heine                           | deutscher Schauspieler und Regisseur, sowie Direktor des Wiener Burgtheaters (1918–1921)                          | 81    |       |
| 13. April | Joseph Sauer                           | deutscher Theologe, Christlicher Archäologe und Kunsthistoriker                                                   | 76    |       |
| 14. April | Ernst Geyer                            | deutscher Verwaltungsjurist                                                                                       | 61    |       |
| 14. April | Johannes Hoops                         | deutscher Anglist                                                                                                 | 83    |       |
| 15. April | Wallace Beery                          | US-amerikanischer Schauspieler                                                                                    | 64    |       |
| 15. April | Max Deutschbein                        | deutscher Anglist                                                                                                 | 72    |       |
| 16. April | Joseph Augustine Cushman               | US-amerikanischer Paläontologe                                                                                    | 68    |       |
| 16. April | James McDevitt Magee                   | US-amerikanischer Politiker                                                                                       | 72    |       |
| 16. April | Julius Urbanek                         | österreichischer Maschinenbauer und Hochschullehrer                                                               | 68    |       |
| 16. April | Philipp Wieland                        | deutscher Politiker (NLP, DDP), MdR                                                                               | 86    |       |
| 16. April | Erich Wienbeck                         | deutscher Volkswirt, Verwaltungsbeamter und Politiker (DNVP), MdR                                                 | 72    |       |
| 17. April | Meir Bar-Ilan                          | Führer des religiösen Zionismus                                                                                   | 69    |       |
| 17. April | Karl Koetschau                         | deutscher Kunsthistoriker und Museumsdirektor                                                                     | 81    |       |
| 17. April | Alexander Jewgenjewitsch Porai-Koschiz | russischer Chemiker und Hochschullehrer                                                                           | 71    |       |
| 17. April | John K. Wells                          | US-amerikanischer Filmschaffender                                                                                 | 70    |       |
| 18. April | Leonard Bloomfield                     | US-amerikanischer Sprachwissenschaftler                                                                           | 62    |       |
| 18. April | Franz Hänse                            | deutscher Politiker (DNVP, CNBL), MdR                                                                             | 82    |       |
| 18. April | Will Hay                               | britischer Schauspieler, Drehbuchautor, Filmregisseur, Bühnenkomiker, Pilot und Astronom                          | 60    |       |
| 18. April | Paul Hoffmann                          | deutscher Unternehmer und Politiker (NSDAP), MdR                                                                  | 69    |       |
| 18. April | Ulrich Salchow                         | schwedischer Eiskunstläufer                                                                                       | 71    |       |
| 18. April | Franz Stassen                          | deutscher Maler, Zeichner und Illustrator                                                                         | 80    |       |
| 19. April | Otto Nerz                              | deutscher Fußballspieler und Reichstrainer (1923–1936)                                                            | 56    |       |
| 19. April | Ludwig Noé                             | deutscher Industrieller und Politiker (DDP)                                                                       | 77    |       |
| 19. April | Wolfgang von Schwind                   | österreichisch-deutscher Sänger (Bass) und Schauspieler                                                           | 69    |       |
| 19. April | Stephen Wise                           | US-amerikanischer Rabbiner und Zionist                                                                            | 75    |       |
| 20. April | George Bingham                         | britischer Offizier und Politiker                                                                                 | 88    |       |
| 20. April | Robert L. Coffey                       | US-amerikanischer Offizier und Politiker                                                                          | 30    |       |
| 20. April | Charles Whitman Cross                  | US-amerikanischer Geologe und Petrograph                                                                          | 94    |       |
| 20. April | Egid Filek von Wittinghausen           | österreichischer Schriftsteller                                                                                   | 75    |       |
| 20. April | Otto Lurker                            | Gefängniswachtmeister von Adolf Hitler während dessen Festungshaft in Landsberg                                   | 52    |       |
| 21. April | Alexander von Lichtenberg              | ungarisch-deutscher Urologe                                                                                       | 69    |       |
| 21. April | Viktor Mann                            | Bruder der Schriftsteller Heinrich und Thomas Mann                                                                | 59    |       |
| 21. April | Wilhelm von Massow                     | deutscher Klassischer Archäologe                                                                                  | 58    |       |
| 22. April | Friedrich Baltrusch                    | deutscher Politiker (DStP), MdR und christlicher Gewerkschafter                                                   | 73    |       |
| 22. April | Józef Bujak                            | polnischer Soldat und Skisportler                                                                                 | 50    |       |
| 22. April | Maria Byk                              | deutsche Schauspielerin bei Bühne und Film                                                                        | 45    |       |
| 22. April | Charles Middleton                      | US-amerikanischer Schauspieler                                                                                    | 74    |       |
| 22. April | Anton Probst                           | österreichischer Politiker (SDAP), Abgeordneter zum Nationalrat, Landtagsabgeordneter und Landesrat im Burgenland | 58    |       |
| 22. April | Albert Schelz                          | deutscher Bürgermeister, Kreisdirektor, Landtagsabgeordneter, Minister in der braunschweigischen Landesregierung  | 74    |       |
| 22. April | Howard William Stull                   | US-amerikanischer Politiker                                                                                       | 73    |       |
| 23. April | Orator Fuller Cook                     | amerikanischer Botaniker, Entomologe und Kulturgeograph                                                           | 81    |       |
| 23. April | Adolf Manz                             | Schweizer Schauspieler                                                                                            | 63    |       |
| 23. April | Francis Bertram Welch                  | britischer Klassischer Archäologe                                                                                 |       |       |
| 24. April | Agreda Dirr                            | deutsche Taubstummenpädagogin                                                                                     | 69    |       |
| 24. April | Hermann Egger                          | österreichischer Kunsthistoriker                                                                                  | 75    |       |
| 24. April | Fritz Sauber                           | deutscher Politiker (SPD, USPD, KPD)                                                                              | 64    |       |
| 24. April | Augustus Uthwatt, Baron Uthwatt        | britischer Jurist                                                                                                 | 69    |       |
| 25. April | Jankel Adler                           | polnischer Maler                                                                                                  | 53    |       |
| 25. April | Maarten van Dulm                       | niederländischer Fechter und Vizeadmiral                                                                          | 69    |       |
| 25. April | Karl Hägele                            | deutscher Jurist und Politiker (DDP, NSDAP)                                                                       | 46    |       |
| 25. April | Joseph Loewy                           | deutsch-israelischer Bauingenieur, zionistischer Politiker und Städteplaner                                       | 63    |       |
| 25. April | Kid Rena                               | US-amerikanischer Jazz-Trompeter                                                                                  | 50    |       |
| 26. April | Tommy Hall                             | englischer Radrennfahrer                                                                                          |       |       |
| 26. April | Hugo Jacob                             | deutscher Oberlehrer und Heimatforscher                                                                           | 65    |       |
| 26. April | Rolf Sievers                           | deutscher Schriftsteller, Satiriker, Kabarettist                                                                  | 47    |       |
| 27. April | Herbert du Parcq, Baron du Parcq       | britischer Jurist, Lordrichter                                                                                    | 68    |       |
| 27. April | Paul Kupka                             | deutscher Historiker, Lehrer und Prähistoriker                                                                    | 82    |       |
| 27. April | Evan Morgan, 2. Viscount Tredegar      | britischer Adliger, Künstler, Militär und Politiker                                                               | 55    |       |
| 27. April | Frederic C. Walcott                    | US-amerikanischer Politiker                                                                                       | 80    |       |
| 28. April | Chairil Anwar                          | indonesischer Dichter                                                                                             | 26    |       |
| 28. April | Max Bock                               | deutsch-estnischer Politiker, Mitglied des Riigikogu                                                              | 64    |       |
| 28. April | Oliver Fox                             | britischer Schriftsteller von Kurzgeschichten und Lyrik und Parapsychologe                                        | 63    |       |
| 28. April | Kenneth Hunt                           | englischer Fußballspieler                                                                                         | 65    |       |
| 28. April | Bonifaz Rauch                          | deutscher Benediktiner, Lehrer und Schriftsteller                                                                 | 75    |       |
| 28. April | Robert Robertson                       | schottischer Chemiker                                                                                             | 80    |       |
| 29. April | Ferdinand Bilger                       | österreichischer Historiker                                                                                       | 73    |       |
| 29. April | Johann Jakob Hess                      | Schweizer Ägyptologe, Assyriologe und Arabist                                                                     | 83    |       |
| 29. April | Timothy J. Murphy                      | irischer Politiker                                                                                                |       |       |
| 29. April | Oskar Schürer                          | deutscher Kunsthistoriker, Schriftsteller und Hochschullehrer                                                     | 56    |       |
| 29. April | Fabian Ware                            | britischer Generalmajor und Gründer der Imperial War Graces Commission                                            | 79    |       |
| 29. April | Karl Wiener                            | österreichischer Grafiker                                                                                         | 48    |       |
| 30. April | Ernst Boerschmann                      | deutscher Architekt, Baubeamter und Sinologe                                                                      | 76    |       |
| 30. April | Genrich Osipovič Graftio               | Oberingenieur im Wasserkraftwerksbau und Professor für Elektrotechnik                                             |       |       |
| 30. April | August Greifzu                         | deutscher Architekt des Späthistorismus                                                                           | 76    |       |
| 30. April | Gustaf Adolf Jonsson                   | schwedischer Sportschütze                                                                                         | 69    |       |

## Mai
| Tag     | Name                                  | Beruf, bekannt als | Alter | Beleg |
| ------- | ------------------------------------- | --- | ----- | ----- |
| 1. Mai  | Charles Delaporte                     | französischer Ruderer und Radsportler                                                                                             | 68    |       |
| 1. Mai  | Josep Maria Jujol                     | spanischer Architekt des katalanischen Jugendstil                                                                                 | 69    |       |
| 1. Mai  | Frederic Stanley Kipping              | englischer Chemiker | 85    |       |
| 1. Mai  | Nambu Kijirō                          | Offizier in der Kaiserlich Japanischen Armee                                                                                      | 79    |       |
| 1. Mai  | Wilhelm Thöny                         | österreichischer Maler und Grafiker                                                                                               | 61    |       |
| 2. Mai  | William Dean                          | britischer Wasserballspieler | 62    |       |
| 2. Mai  | John Dewar Denniston                  | britischer Altphilologe | 62    |       |
| 2. Mai  | Carl von Essen                        | schwedischer Politiker | 80    |       |
| 2. Mai  | Max von Gemmingen                     | württembergischer Offizier, Leibpage von Kaiserin Augusta                                                                         | 80    |       |
| 2. Mai  | Franz Löwy                            | österreichischer Fotograf | 66    |       |
| 2. Mai  | Heinrich Schmid                       | österreichischer Architekt | 63    |       |
| 3. Mai  | Louise Eyben                          | deutsche Theaterschauspielerin | 95    |       |
| 3. Mai  | Mariano Fortuny                       | italienischer Universalkünstler; unter anderem Modedesigner, Maler, Bildhauer, Architekt, Inneneinrichter, Ingenieur und Erfinder | 77    |       |
| 3. Mai  | William B. Houchens                   | US-amerikanischer Musiker | 64    |       |
| 3. Mai  | Gheorghe Plagino                      | rumänischer Sportschütze | 72    |       |
| 3. Mai  | Luigi Rachel                          | italienischer Komponist | 70    |       |
| 3. Mai  | Franz Silberstein                     | deutscher Wirtschaftsjournalist                                                                                                   | 61    |       |
| 4. Mai  | Valerio Bacigalupo                    | italienischer Fußballspieler | 25    |       |
| 4. Mai  | Aldo Ballarin                         | italienischer Fußballspieler | 27    |       |
| 4. Mai  | Dino Ballarin                         | italienischer Fußballspieler | 25    |       |
| 4. Mai  | Émile Bongiorni                       | französischer Fußballspieler | 28    |       |
| 4. Mai  | Eusebio Castigliano                   | italienischer Fußballspieler | 28    |       |
| 4. Mai  | Ernő Erbstein                         | ungarischer Fußballspieler und -trainer                                                                                           | 50    |       |
| 4. Mai  | Rubens Fadini                         | italienischer Fußballspieler | 21    |       |
| 4. Mai  | Guglielmo Gabetto                     | italienischer Fußballspieler | 33    |       |
| 4. Mai  | Theodor Goerlitz                      | deutscher Lokalpolitiker und Historiker, Oberbürgermeister von Oldenburg                                                          | 63    |       |
| 4. Mai  | Roger Grava                           | italienisch-französischer Fußballspieler                                                                                          | 27    |       |
| 4. Mai  | Giuseppe Grezar                       | italienischer Fußballspieler | 30    |       |
| 4. Mai  | Ezio Loik                             | italienischer Fußballspieler | 29    |       |
| 4. Mai  | Virgilio Maroso                       | italienischer Fußballspieler | 23    |       |
| 4. Mai  | Danilo Martelli                       | italienischer Fußballspieler | 25    |       |
| 4. Mai  | Valentino Mazzola                     | italienischer Fußballspieler | 30    |       |
| 4. Mai  | Romeo Menti                           | italienischer Fußballspieler | 29    |       |
| 4. Mai  | Piero Operto                          | italienischer Fußballspieler | 22    |       |
| 4. Mai  | Franco Ossola                         | italienischer Fußballspieler | 27    |       |
| 4. Mai  | Mario Rigamonti                       | italienischer Fußballspieler | 26    |       |
| 4. Mai  | Július Schubert                       | tschechoslowakischer Fußballspieler                                                                                               | 26    |       |
| 5. Mai  | Carl Jönsson                          | deutscher Schauspieler | 78    |       |
| 5. Mai  | S. O. Schoening                       | deutscher Schauspieler | 60    |       |
| 5. Mai  | Carlo Felice Trossi                   | italienischer Automobilrennfahrer                                                                                                 | 41    |       |
| 5. Mai  | Walter Ullmann                        | Regisseur und Journalist | 51    |       |
| 6. Mai  | Johannes Brinkman                     | niederländischer Architekt | 47    |       |
| 6. Mai  | Johann Victor Krämer                  | österreichischer Maler | 87    |       |
| 6. Mai  | Hashimoto Kunihiko                    | japanischer Komponist, Geiger, Dirigent und Hochschullehrer                                                                       | 44    |       |
| 6. Mai  | Maurice Maeterlinck                   | belgischer Schriftsteller | 86    |       |
| 6. Mai  | Grant E. Mouser                       | US-amerikanischer Politiker | 80    |       |
| 7. Mai  | Josef Velenovský                      | tschechischer Botaniker und Philosoph                                                                                             | 91    |       |
| 8. Mai  | John Joseph Carroll                   | australischer römisch-katholischer Geistlicher und Bischof von Lismore                                                            | 83    |       |
| 8. Mai  | Martin Wiegel                         | deutscher Politiker (LDPD) | 50    |       |
| 9. Mai  | Johann Haller                         | österreichischer Gastwirt, Landwirt und Politiker (ÖVP), Landtagsabgeordneter                                                     | 65    |       |
| 9. Mai  | Manuel Jeldes                         | chilenischer Fußballspieler | 54    |       |
| 9. Mai  | Emil Kaim                             | deutscher katholischer Priester, Domkapitular, Zentrumspolitiker, württembergischer Landtagsabgeordneter                          | 76    |       |
| 9. Mai  | Louis II.                             | Fürst von Monaco | 78    |       |
| 9. Mai  | Makari Wassiljewitsch Potapow         | russisch-sowjetischer Wasserbauingenieur                                                                                          | 62    |       |
| 10. Mai | Gerhard Schrader                      | deutscher Rechtsmediziner und Hochschullehrer                                                                                     | 48    |       |
| 11. Mai | Adolf Naef                            | Schweizer Zoologe und Paläontologe                                                                                                | 66    |       |
| 11. Mai | Maximino Ruiz y Flores                | mexikanischer Geistlicher, Weihbischof in Mexiko-Stadt                                                                            | 73    |       |
| 11. Mai | Herbert Waniek                        | österreichischer Regisseur und Schauspieler                                                                                       | 51    |       |
| 11. Mai | Berthold Wehmeyer                     | deutscher Mörder, letzter in West-Berlin hingerichteter Straftäter                                                                | 23    |       |
| 12. Mai | Walter Berg                           | deutscher Fußballspieler | 33    |       |
| 12. Mai | Jules-Cyrille Cavé                    | französischer Maler | 90    |       |
| 12. Mai | Neysa McMein                          | US-amerikanische Illustratorin | 61    |       |
| 13. Mai | Wolrad Eberle                         | deutscher Leichtathlet | 41    |       |
| 13. Mai | Erich Goede                           | deutscher Fußballspieler | 32    |       |
| 13. Mai | Nakamura Murao                        | japanischer Literaturtheoretiker und -kritiker                                                                                    | 62    |       |
| 13. Mai | Friedrich Karl Georg Rumpf            | deutscher Zeichner, Volkskundler und Japanologe                                                                                   | 61    |       |
| 13. Mai | Paul Schulze                          | deutscher Zoologe und nationalsozialistischer Funktionär                                                                          | 61    |       |
| 14. Mai | Edit von Coler                        | deutsche Gestapo-Agentin | 53    |       |
| 14. Mai | Rudolf Gangnus                        | russischer Mathematiker und Hochschullehrer                                                                                       | 66    |       |
| 14. Mai | Carmen Lyra                           | costaricanische Autorin, Bildungsaktivistin und Gewerkschafterin                                                                  | 62    |       |
| 14. Mai | Walther von Witzleben                 | sächsischer Generalmajor | 83    |       |
| 15. Mai | Mary Antin                            | US-amerikanische Autorin und Aktivistin für Immigrationsrecht                                                                     | 67    |       |
| 15. Mai | Peter Maurin                          | Mitbegründer des Catholic Worker Movement                                                                                         | 72    |       |
| 15. Mai | Hans Oellacher                        | österreichischer Klassischer Philologe                                                                                            | 59    |       |
| 16. Mai | William Nicholson                     | britischer Maler, Illustrator und Autor                                                                                           | 77    |       |
| 16. Mai | Josef Prentl                          | österreichischer Bauer und Politiker (CSP), Landtagsabgeordneter, Abgeordneter zum Nationalrat, Mitglied des Bundesrates          | 58    |       |
| 17. Mai | Béla Balázs                           | ungarischer Filmkritiker, Ästhetiker, Schriftsteller und Dichter                                                                  | 64    |       |
| 18. Mai | James Truslow Adams                   | amerikanischer Historiker und Schriftsteller                                                                                      | 70    |       |
| 18. Mai | Peter Browe                           | deutscher Jesuit und Moraltheologe                                                                                                | 72    |       |
| 18. Mai | Samuel Goy                            | deutscher Agrikulturchemiker | 69    |       |
| 18. Mai | Max Obal                              | deutscher Filmregisseur | 67    |       |
| 18. Mai | Georg Pauli                           | deutscher Lehrer und Gründer des Lausitzer Radfahrer-Bundes                                                                       | 81    |       |
| 18. Mai | Joseph A. Valentine                   | US-amerikanischer Kameramann italienischer Herkunft                                                                               | 48    |       |
| 18. Mai | Karl Vossler                          | deutscher Romanist | 76    |       |
| 19. Mai | Raoul de Boigne                       | französischer Sportschütze | 86    |       |
| 19. Mai | Peter Jilemnický                      | tschechischer Schriftsteller | 48    |       |
| 19. Mai | Arnold Krumm-Heller                   | deutscher Abenteurer, Arzt, Okkultist, Rosenkreuzer                                                                               | 73    |       |
| 19. Mai | Fritz Lederer                         | österreichischer Landschaftsmaler, Radierer und Holzschneider                                                                     | 71    |       |
| 19. Mai | Paul Meder                            | deutscher Schriftsteller und evangelischer Theologe                                                                               | 76    |       |
| 19. Mai | Damaskinos Papandreou                 | Erzbischof von Athen und griechischer Premierminister                                                                             | 58    |       |
| 19. Mai | Georges Salz                          | Schweizer Autor und Verleger | 70    |       |
| 19. Mai | Paul Schultze-Naumburg                | deutscher Architekt, Kunsttheoretiker, Maler, Publizist und Politiker (NSDAP), MdR                                                | 79    |       |
| 19. Mai | Oswald Waldschmidt                    | Landtagsabgeordneter Waldeck | 69    |       |
| 20. Mai | Ludwig Brüel                          | deutscher Zoologe | 78    |       |
| 20. Mai | Edmund Weber                          | österreichischer Journalist | 49    |       |
| 20. Mai | Randolph West                         | US-amerikanischer Biochemiker | 58    |       |
| 21. Mai | Owen Davis junior                     | US-amerikanischer Schauspieler und Fernsehproduzent                                                                               | 41    |       |
| 21. Mai | Hugo Julius                           | deutscher Fotograf | 78    |       |
| 21. Mai | Klaus Mann                            | deutscher Schriftsteller | 42    |       |
| 21. Mai | Antonio Mesa                          | dominikanischer Sänger | 53    |       |
| 21. Mai | Bjørn Nielsen                         | dänischer Schachspieler | 41    |       |
| 21. Mai | Alfred Wolf                           | deutscher Politiker | 71    |       |
| 22. Mai | Charles G. Booth                      | US-amerikanisch-britischer Drehbuchautor und Schriftsteller                                                                       | 53    |       |
| 22. Mai | John Montgomery Cooper                | US-amerikanischer Ethnologe und Priester                                                                                          | 67    |       |
| 22. Mai | James V. Forrestal                    | US-amerikanischer Politiker | 57    |       |
| 22. Mai | Hans Pfitzner                         | deutscher Komponist, Dirigent und Verfasser antisemitischer Schriften zur Musik                                                   | 80    |       |
| 22. Mai | Charles Prosper Wolff Schoemaker      | niederländischer Architekt | 66    |       |
| 22. Mai | Jan Willem Sluiter                    | niederländischer Grafiker und Kunstmaler                                                                                          | 75    |       |
| 23. Mai | William Webster Hansen                | US-amerikanischer Physiker | 39    |       |
| 23. Mai | Julius Kurth                          | deutscher Pfarrer, Privatgelehrter und Autor                                                                                      | 79    |       |
| 23. Mai | George William von Zedlitz            | neuseeländischer Hochschullehrer, Mitglied des Senats der University of New Zealand                                               | 78    |       |
| 24. Mai | Mildred Griffiths                     | US-amerikanische Szenenbildnerin                                                                                                  | 55    |       |
| 24. Mai | Karl Quasebart                        | deutscher Unternehmer und Wehrwirtschaftsführer                                                                                   | 66    |       |
| 24. Mai | Rosita Renard                         | chilenische Pianistin | 55    |       |
| 24. Mai | Alexei Wiktorowitsch Schtschussew     | moldauisch-russischer Architekt                                                                                                   | 75    |       |
| 24. Mai | Franz Witzany                         | österreichischer Landwirt und Politiker                                                                                           | 59    |       |
| 24. Mai | Philipp Zoch                          | deutscher Offizier, Generalleutnant (Luftwaffe)                                                                                   | 57    |       |
| 25. Mai | Wolf von Gersdorff                    | deutscher Verwaltungsjurist und Politiker (DNVP)                                                                                  | 81    |       |
| 25. Mai | Simon Spoor                           | niederländischer Soldat, Befehlshaber der Landstreitkräfte in Niederländisch-Indien und Indonesien in den Jahren (1946 bis 1949)  | 47    |       |
| 26. Mai | Ernst Heckel                          | deutscher Maschinenbau-Ingenieur und Unternehmer                                                                                  | 87    |       |
| 26. Mai | Karl Herbert                          | deutscher Politiker (Zentrum), MdR                                                                                                | 66    |       |
| 26. Mai | Danilo Innocenti                      | italienischer Stabhochspringer | 45    |       |
| 26. Mai | Hermann Kletzmayr                     | österreichischer Politiker (CS), Landtagsabgeordneter, Abgeordneter zum Nationalrat                                               | 76    |       |
| 26. Mai | Josef Niederberger                    | Schweizer Politiker | 68    |       |
| 26. Mai | Edouard van Goethem                   | belgischer Ordensgeistlicher, römisch-katholischer Apostolischer Vikar von Coquilhatville                                         | 76    |       |
| 27. Mai | Ægidius Elling                        | norwegischer Ingenieur und Unternehmer                                                                                            | 87    |       |
| 27. Mai | Martin Knudsen                        | dänischer Physiker | 78    |       |
| 27. Mai | William Lever, 2. Viscount Leverhulme | britischer Unternehmer und Adeliger                                                                                               | 61    |       |
| 27. Mai | Robert Ripley                         | US-amerikanischer Comiczeichner und Weltreisender                                                                                 | 58    |       |
| 27. Mai | Rosy Wertheim                         | niederländische Komponistin, Pianistin und Musikpädagogin                                                                         | 61    |       |
| 28. Mai | Dmitri Jewstafjewitsch Beling         | russischer Hydrobiologe, Limnologe und Ichthyologe deutscher Herkunft                                                             | 66    |       |
| 28. Mai | Nikolaus Duprez                       | niederländischer Bildhauer deutscher Herkunft                                                                                     | 82    |       |
| 28. Mai | Theodor Viernstein                    | deutscher Gefängnisarzt und Kriminalbiologe                                                                                       | 70    |       |
| 29. Mai | Hans Theodor Bucherer                 | deutscher Chemiker | 80    |       |
| 29. Mai | William Alexander Julian              | US-amerikanischer Bankier, Geschäftsmann und Regierungsbeamter                                                                    | 78    |       |
| 29. Mai | Henri Le Rond                         | französischer General und Leiter der Interalliierten Regierungs- und Plebiszitkommission in Oberschlesien                         | 84    |       |
| 29. Mai | Casey Roberts                         | US-amerikanischer Schauspieler, Artdirector und Szenenbildner                                                                     | 48    |       |
| 29. Mai | Wladimir Nikolajewitsch Zybin         | russischer Flötist, Komponist, Dirigent und Hochschullehrer                                                                       | 71    |       |
| 30. Mai | Charles Hutchison                     | US-amerikanischer Schauspieler und Filmregisseur                                                                                  | 69    |       |
| 30. Mai | Rudolf Mersy                          | deutscher Musiker | 81    |       |
| 30. Mai | Franz von Rintelen                    | deutscher Offizier und Spion | 70    |       |
| 30. Mai | Emmanuel Suhard                       | französischer Theologe, Erzbischof des Erzbistums Paris                                                                           | 75    |       |
|         | Carlo Alberto Felice                  | italienischer Filmjournalist und -regisseur                                                                                       |       |       |
|         | Fritz Flato                           | Notar und Anwalt | 54    |       |
|         | Willy Rosenstein                      | deutscher Pilot und Kampfflieger                                                                                                  | 57    |       |
|         | Friedrich Scholer                     | deutscher Architekt | 75    |       |

## Juni
| Tag      | Name                                 | Beruf, bekannt als | Alter | Beleg |
| -------- | ------------------------------------ | --- | ----- | ----- |
| 1. Juni  | James S. Brown Jr.                   | US-amerikanischer Kameramann                                                                                              | 57    |       |
| 1. Juni  | Walter Furrer                        | Schweizer Architekt und Kommunalpolitiker (DP)                                                                            | 78    |       |
| 1. Juni  | Clarence M. Jones                    | US-amerikanischer Jazz-Musiker, Komponist und Arrangeur                                                                   | 59    |       |
| 1. Juni  | Chalil Mutran                        | arabischer Dichter und Journalist                                                                                         |       |       |
| 1. Juni  | Willis G. Sears                      | US-amerikanischer Politiker (Republikanische Partei)                                                                      | 88    |       |
| 2. Juni  | Ernst Schlemmer                      | General der Deutschen Wehrmacht                                                                                           | 59    |       |
| 3. Juni  | Margarete Beutler                    | deutsche Dichterin, Schriftstellerin und Übersetzerin                                                                     | 73    |       |
| 3. Juni  | Einar Olsen                          | dänischer Turner | 56    |       |
| 3. Juni  | Shiratori Toshio                     | japanischer Diplomat und Politiker                                                                                        | 61    |       |
| 4. Juni  | Mira Abendroth                       | österreichische Opernsängerin                                                                                             | 70    |       |
| 4. Juni  | Harry Bamford                        | englischer Fußballspieler                                                                                                 | 35    |       |
| 4. Juni  | Maurice Blondel                      | französischer Philosoph                                                                                                   | 87    |       |
| 4. Juni  | Friedrich Wilhelm Hack               | deutscher Diplomat | 61    |       |
| 4. Juni  | Miel van Leijden                     | niederländischer Fußballspieler                                                                                           | 63    |       |
| 4. Juni  | Hermann Röbbeling                    | deutsch-österreichischer Theaterintendant                                                                                 | 73    |       |
| 5. Juni  | Mileva Roller                        | österreichische Malerin                                                                                                   | 63    |       |
| 5. Juni  | Gerhard Rühle                        | deutscher Politiker (NSDAP), MdR, MdL, Bundesführer des NS-Studentenbundes                                                | 44    |       |
| 6. Juni  | Adolf Beythien                       | deutscher Lebensmittelchemiker                                                                                            | 82    |       |
| 6. Juni  | Hugo Kerchnawe                       | österreichischer Generalmajor und Militärhistoriker                                                                       | 77    |       |
| 6. Juni  | Paul Nisse                           | deutscher Bildhauer und Künstler                                                                                          | 80    |       |
| 6. Juni  | Margarete Seemann                    | österreichische Kinderbuchautorin                                                                                         | 55    |       |
| 7. Juni  | Carl-Hermann Rudloff                 | deutscher Architekt | 58    |       |
| 7. Juni  | Salvatore Segrè Sartorio             | italienischer Politiker, Baron, Träger von Verdienstorden                                                                 | 89    |       |
| 7. Juni  | Otto Sohn-Rethel                     | deutscher Maler, Entomologe, Botaniker und Sammler                                                                        | 72    |       |
| 8. Juni  | Fritz Cahn-Garnier                   | deutscher Jurist und Politiker (SPD), MdL, Oberbürgermeister von Mannheim                                                 | 59    |       |
| 8. Juni  | Hermann Heller                       | österreichischer Arzt, Maler und Bildhauer                                                                                | 82    |       |
| 8. Juni  | Dezső László                         | ungarischer Offizier | 54    |       |
| 8. Juni  | Johannes Lorentzen                   | deutscher lutherischer Pastor und Volksmissionar                                                                          | 67    |       |
| 8. Juni  | Fritz Wörtge                         | deutscher kommunistischer Gewerkschaftsfunktionär und Widerstandskämpfer                                                  | 47    |       |
| 9. Juni  | Maria Cebotari                       | rumänische Opernsängerin (Sopran)                                                                                         | 39    |       |
| 10. Juni | Alfred Alzheimer                     | deutscher Landwirtschaftslehrer und Pflanzenzüchter                                                                       | 73    |       |
| 10. Juni | Louis Malvy                          | französischer Politiker und Radikalsozialist                                                                              | 73    |       |
| 10. Juni | Sigrid Undset                        | norwegische Romanautorin, Novellistin und Essayistin                                                                      | 67    |       |
| 10. Juni | Carl Vaugoin                         | österreichischer Politiker (ÖVP), Abgeordneter zum Nationalrat                                                            | 75    |       |
| 11. Juni | Charles Brunet                       | französischer Autorennfahrer                                                                                              | 53    |       |
| 11. Juni | Franz Egenieff                       | deutscher Opernsänger (Bariton) und Filmschauspieler                                                                      | 75    |       |
| 11. Juni | Andrija Hebrang                      | kroatisch-kommunistischer Widerstandskämpfer während des Zweiten Weltkrieges                                              | 49    |       |
| 11. Juni | Erwin Rousselle                      | deutscher Sinologe | 59    |       |
| 11. Juni | Koçi Xoxe                            | albanischer Politiker | 38    |       |
| 11. Juni | Oton Župančič                        | slowenischer Schriftsteller und Übersetzer                                                                                | 71    |       |
| 13. Juni | Camilla Frydan                       | österreichische Soubrette, Komponistin und Textdichterin                                                                  | 62    |       |
| 13. Juni | Gerhard Graf von Kanitz              | deutscher Gutsbesitzer und Politiker (DNVP, parteilos, DVP), MdR                                                          | 65    |       |
| 14. Juni | Donald Robertson                     | britischer Marathonläufer                                                                                                 | 43    |       |
| 14. Juni | Otto Stählin                         | deutscher klassischer Philologe und Pädagoge                                                                              | 81    |       |
| 15. Juni | Camillo Romano Avezzana              | italienischer Diplomat | 81    |       |
| 15. Juni | Rudolf Weber                         | österreichischer Maler | 77    |       |
| 16. Juni | Anton Butscheidt                     | deutscher Architekt und Bauingenieur                                                                                      | 71    |       |
| 16. Juni | Georg Fuchs                          | deutscher Musikkritiker, Schriftsteller und Theaterleiter                                                                 | 81    |       |
| 16. Juni | Käthe Pietschker                     | preußische Stifterin | 87    |       |
| 17. Juni | Arvo Aaltonen                        | finnischer Schwimmer und Olympiateilnehmer                                                                                | 59    |       |
| 17. Juni | Henry Lionel Galway                  | britischer Kolonialadministrator                                                                                          | 89    |       |
| 17. Juni | August Jäger                         | deutscher Jurist und NS-Funktionär                                                                                        | 61    |       |
| 17. Juni | Karl Nägele                          | deutscher Bildhauer | 69    |       |
| 17. Juni | Iosif Stibinger                      | rumänischer Fußballspieler                                                                                                | 26    |       |
| 18. Juni | Heinrich Barth                       | deutscher Politiker (SPD), MdL                                                                                            | 53    |       |
| 18. Juni | Halil Beg Mussayassul                | dagestanischer Maler | 53    |       |
| 18. Juni | Bernhard Sopher                      | US-amerikanisch-deutscher Bildhauer                                                                                       | 70    |       |
| 19. Juni | Heinrich Bomhoff                     | deutscher Architekt | 71    |       |
| 19. Juni | William Comstock                     | US-amerikanischer Politiker, Gouverneur von Michigan                                                                      | 71    |       |
| 19. Juni | Arthur Hugo Göpfert                  | deutscher Baumeister, Architekt und Politiker (NLP), MdL                                                                  | 76    |       |
| 19. Juni | Franz Kandolf                        | katholischer Geistlicher und Mitarbeiter des Karl-May-Verlags                                                             | 62    |       |
| 19. Juni | Vladimir Nazor                       | kroatischer Schriftsteller, Lyriker und Übersetzer                                                                        | 73    |       |
| 19. Juni | Ted Smith                            | US-amerikanischer Artdirector und Szenenbildner                                                                           | 63    |       |
| 19. Juni | Weiß Ferdl                           | bayerischer Volkssänger und -schauspieler                                                                                 | 65    |       |
| 20. Juni | Josef Averesch                       | deutscher Ordensgeistlicher                                                                                               | 47    |       |
| 20. Juni | Fjodor Alexandrowitsch Ozep          | russischer Regisseur und Drehbuchautor                                                                                    |       |       |
| 20. Juni | Sylvester Schäffer junior            | deutscher Artist und Stummfilmschauspieler der 1920er-Jahre                                                               | 64    |       |
| 21. Juni | Fritz Höger                          | deutscher Architekt und Baumeister                                                                                        | 72    |       |
| 21. Juni | Otto Liebknecht                      | deutscher Chemiker | 73    |       |
| 21. Juni | Heliodor Píka                        | tschechoslowakischer General                                                                                              | 51    |       |
| 21. Juni | Edward Wadsworth                     | britischer Maler, Vortizist                                                                                               | 59    |       |
| 22. Juni | Sascha Blonder                       | polnischer Maler | 40    |       |
| 22. Juni | Erich Frank                          | deutscher Philosophiehistoriker                                                                                           | 66    |       |
| 23. Juni | Georg Maliniak                       | Solokorrepetitor und Assistenzkapellmeister                                                                               | 53    |       |
| 23. Juni | Josef Sachs                          | schwedischer Unternehmer und Mäzen                                                                                        | 77    |       |
| 23. Juni | Heinrich Schnee                      | deutscher Jurist, Kolonialbeamter, Politiker (NSDAP), MdR, Schriftsteller und Verbandsfunktionär                          | 78    |       |
| 23. Juni | Louis Segondi                        | französischer Mittelstreckenläufer                                                                                        | 69    |       |
| 24. Juni | Henry Crosby                         | australischer Politiker                                                                                                   | 79    |       |
| 24. Juni | Hans Hetzel                          | deutscher Politiker (WP), MdR                                                                                             | 78    |       |
| 24. Juni | Themistoklis Sofoulis                | griechischer Politiker und Ministerpräsident                                                                              |       |       |
| 25. Juni | Richard Disch                        | deutscher Kommunalpolitiker und Jurist                                                                                    | 62    |       |
| 25. Juni | Michael Huber                        | österreichischer Geistlicher und Politiker, Landtagsabgeordneter, Abgeordneter zum Nationalrat                            | 82    |       |
| 25. Juni | Werner Ihmels                        | deutscher Student der evangelischen Theologie                                                                             | 23    |       |
| 25. Juni | Albert Keates                        | englischer Orgelbauer | 86    |       |
| 25. Juni | Alejandro Lerroux                    | spanischer Politiker | 85    |       |
| 25. Juni | Knud Børge Martinsen                 | dänischer Offizier, zuletzt SS-Obersturmbannführer der Waffen-SS und Kommandant des Frikorps Danmark im Zweiten Weltkrieg | 43    |       |
| 25. Juni | Carl Nonn                            | deutscher Maler | 73    |       |
| 25. Juni | James Steen                          | US-amerikanischer Wasserballspieler                                                                                       | 72    |       |
| 25. Juni | Ludwig Uettwiller                    | deutsch-schweizerisch-französischer Leichtathlet                                                                          | 62    |       |
| 26. Juni | Kim Gu                               | koreanischer Politiker und Unabhängigkeitsaktivist                                                                        | 72    |       |
| 26. Juni | Max Theuer                           | österreichischer Architekt und Bauforscher                                                                                | 70    |       |
| 26. Juni | Arnold Weiss-Rüthel                  | deutscher Autor, Publizist und Rundfunkdramaturg                                                                          | 49    |       |
| 26. Juni | Ray Lyman Wilbur                     | US-amerikanischer Politiker und Mediziner                                                                                 | 74    |       |
| 27. Juni | Karl Lehrer                          | deutscher Politiker (SPD), Mitglied der Stadtverordnetenversammlung von Groß-Berlin                                       | 43    |       |
| 27. Juni | Fred Ewing Lewis                     | US-amerikanischer Politiker                                                                                               | 84    |       |
| 27. Juni | Paul Rehkopf                         | deutscher Schauspieler und Opernsänger (Bass)                                                                             | 77    |       |
| 27. Juni | Frank Smythe                         | britischer Bergsteiger und Autor                                                                                          | 48    |       |
| 27. Juni | Ilja Pawlowitsch Trainin             | sowjetischer Jurist und Völkerrechtler                                                                                    | 62    |       |
| 28. Juni | Henry Berthold von Fischer           | Schweizer Architekt | 88    |       |
| 28. Juni | Laurits Larsen                       | dänischer Sportschütze | 77    |       |
| 28. Juni | Friedrich Reinhardt                  | Schweizer Druckereiunternehmer und Verleger                                                                               | 83    |       |
| 28. Juni | Matej Sternen                        | slowenischer Maler | 78    |       |
| 28. Juni | Wilhelm Wachendorf                   | deutscher Kaufmann | 71    |       |
| 29. Juni | Fritz Benesch                        | österreichischer Alpinist und Fotograf                                                                                    | 81    |       |
| 29. Juni | Harry Chambers                       | englischer Fußballspieler                                                                                                 | 52    |       |
| 29. Juni | Bartholomäus Heinemann               | deutscher Gymnasiallehrer, Historiker und Heimatforscher                                                                  |       |       |
| 30. Juni | Nagaoka Harukazu                     | japanischer Diplomat und Jurist, Richter am Ständigen Internationalen Gerichtshof                                         | 72    |       |
| 30. Juni | Sam Ratulangi                        | indonesischer Journalist und Politiker                                                                                    | 58    |       |
| 30. Juni | Édouard Alphonse James de Rothschild | französischer Bankier | 81    |       |
| 30. Juni | Hermann Schüpbach                    | Schweizer Politiker (FDP)                                                                                                 | 72    |       |
| 30. Juni | José Amador Velasco y Peña           | mexikanischer Geistlicher, Bischof von Colima                                                                             | 93    |       |
|          | Adi Fischer                          | deutscher Eishockey- und Hockeyspieler                                                                                    |       |       |